# Neoneurus pallidus
Neoneurus pallidus är en stekelart som beskrevs av Shaw 1992. Neoneurus pallidus ingår i släktet Neoneurus och familjen bracksteklar. Inga underarter finns listade i Catalogue of Life.